# Plus tard ou jamais
Cet article concerne le roman. Pour le film, voir Call Me by Your Name.
 (mars 2018).
Plus tard ou jamais (titre original : Call Me by Your Name) est un roman en anglais d'André Aciman paru en 2007, traduit en français par Jean-Pierre Aoustin.
Prix Lambda Literary en 2007, il est adapté au cinéma en 2017 sous le titre Call Me by Your Name, écrit, produit et réalisé par Luca Guadagnino avec Armie Hammer et Timothée Chalamet. Son scénario a valu à James Ivory l'Oscar du meilleur scénario adapté (2018).
À la suite de la sortie du film en France, le livre est réédité et retitré Appelle-moi par ton nom par les éditions Grasset.

## Personnages

### Personnages principaux

#### Elio P.
Elio a 17 ans au moment de l'intrigue. Il est présenté comme solitaire et plutôt introverti au début du roman, même si cela ne l’empêche pas de facilement discuter avec le libraire, des touristes inconnus ou à aborder l’écrivain silencieux à B. qu’il retrouvera à Rome. Très cultivé pour son âge, il accuse cependant son inexpérience de la vie et des sentiments ; le roman peut être lu comme l’apprentissage que fait Elio du désir, sous toutes ses formes.

#### Oliver
Doctorant ; parcours brillant, nombreuses connaissances (littératures modernes et antiques, philosophie, linguistique historique, barista) ; assez séducteur et charismatique. Il est surnommé muvi star et cauboi (cow-boy) par la mère d’Elio. Son travail sur Héraclite rencontre un succès rapide puisqu’il est rapidement publié au Royaume-Uni, en France et en Italie. Il se marie l’été suivant et a deux enfants.

### Personnages secondaires

#### Vimini
Une jeune voisine de 10 ans, atteinte d’une leucémie. Elle apparaît comme une figure de vérité, intermédiaire dans les relations entre Oliver et Elio, sans doute du fait de sa prescience de sa propre finitude. Se lie à Oliver à qui elle écrira quotidiennement dans les années qui suivent son départ, jusqu’à son décès. Elle décède un an après le mariage d’Oliver. Grâce à elle, Elio comprend que l’indifférence apparente d’Oliver cache une affection sincère.
Lors de la dernière rencontre d’Elio et Oliver, un an avant le moment de l’énonciation, il est indiqué qu’elle aurait 30 ans, ce qui permet d’unifier la chronologie du roman à partir de ce personnage absent.

#### Marzia
Une voisine d'Elio avec qui il noue une liaison. Elio partage avec elle ses lectures et, durant une discussion, elle suggère à Elio qu'elle n'est pas à l'aise avec la lecture car les gens qui lisent seraient plus enclins à cacher leur vraie nature.

#### «Mr. P.», père d'Elio (Samuel Perlman)
Dans la quatrième partie, il discute avec Oliver de la nature de l’amitié, en citant Montaigne et La Boétie ; il fait une allusion obscure à sa jeunesse passée. Durant le roman, il se montre comme une personne ouverte, parlant librement de désir (avec Oliver ou Elio).
Il décède dans des circonstances troubles, peut-être un crime antisémite puisqu’il est fait mention de la suspicion de la mère d’Elio à l’égard des colis apportés par les étrangers depuis la mort de son époux.

#### «Mrs P.», mère d’Elio (Annella Perlman)
Elle est assez ironique devant les manières d’Américain d’Oliver.

#### Mafalda
Intendante de la maison, d’origine napolitaine. Elle est responsable de la blanchisserie et des repas. Elle connaît Elio depuis qu’il est petit et Elio sent à plusieurs reprises qu’elle devine ses pensées.

#### Manfredi
Chauffeur et mari de Mafalda.

#### Anchise
Solitaire, pécheur et jardinier ; Elio le soupçonne un temps d’avoir des sentiments pour Oliver ; il meurt d’un cancer avant d’avoir atteint la cinquantaine, dans la chambre du grand-père d’Elio.

#### Chiara
Propose ses services de traductrice et semble entretenir une liaison avec Oliver.

#### Les amis d’Elio
Peu identifié ; Elio n’en semble pas satisfait, mais ses parents insistent sur l’importance qu’il y a à cultiver ses relations amicales.

#### Les joueurs de carte
Oliver retrouve des gens au village le soir pour jouer aux cartes.

#### Maynard
Le prédécesseur d'Oliver (deux étés auparavant), ami de Pavel prédécesseur immédiat d'Oliver, Maynard semble avoir troublé Elio ; c'est lui qui lui a offert la carte postale représentant le tertre de Monet qu'Oliver prendra ensuite avec lui.

## Résumé
La narration se fait à partir du point de vue du jeune Elio. Le narrateur situe son récit l’été « au milieu des années 80 » (le film situe l'action en 1983), Elio a alors 17 ans ; on assiste à un effort d’appropriation des événements et des sentiments, par tâtonnements et redéfinitions successives. Les dialogues avec les personnages permettent de donner voix à d’autres points de vue sur les événements, mais sont toujours dépendant de la narration principale par Elio.
On distingue deux séquences narratives :
- L’été fondateur : six semaines à B. et quelques jours à Rome, parties 1 à 3. Plusieurs thématiques structurent cette séquence : la rencontre d’un personnage singulier, Oliver, et le miroir qu’il offre à l’adolescent, Elio, de sa propre identité ; l’intrigue amoureuse (tâtonnements, fantasmes, doutes, puis communion et partage, qui culminent dans la troisième partie à Rome) ; la question lancinante de l’origine de la fascination pour Oliver (fluctuante, se construit tout au long de l’œuvre : depuis le « Later ! » initial, jusqu'aux spéculations sur les tenues vestimentaires qui retiennent son attention ou à la concurrence possible avec Chiara (sujet jamais tout à fait éclairé), ou à l’idée que dès la photo du dossier de candidature, il savait).
- La dernière partie opère par ellipses : quatre ans plus tard et vingt ans plus tard, jusqu’à l’été précédent la rédaction fictive du roman[9].

Le traitement de la temporalité narrative est assez proche de celui du roman de Giuseppe Tomasi di Lampedusa, Le Guépard : les deux dernières parties du roman de Lampedusa donnent à voir le sort des protagonistes de l’intrigue principale vingt ans et trente ans après.

### Les lieux de l'intrigue
Le roman ne situe pas précisément le cadre de l’intrigue ; il fait référence aux lieux par des majuscules, procédé courant du genre romanesque.
B., à proximité de la mer ; la villa de la famille P. est un peu en marge de la ville (qui est accessible à vélo). B. semble être une petite ville côtière, accessible en train depuis Rome par un direttissimo et située sur la route entre Rome et Menton, sans doute Bordighera puisque c'est à cet endroit que Monet aurait peint (janvier-avril 1884), sur la Riviera ligure, en face de La Spezia où Mary Shelley a séjourné. Différents endroits sont évoqués dans cette petite ville : le bureau de poste, le café où Oliver joue aux cartes le soir, la librairie, la pharmacie, le club dansant nommé Le Danzing, un monument aux morts. La ville offre une vue de surplomb sur la baie. Au nord, N. est une ville un peu plus grande, où les jeunes sortent danser le soir.
À Rome, l’hôtel donne via Santa Maria dell’Anima, non loin de la Piazza Navona, dans le centre historique.

### Première partie: Si ce n'est plus tard, quand?
Le roman s’ouvre in medias res sur cette manière fascinante autant que dérangeante qu’a le nouvel hôte de la villa, Oliver, de prendre congé nonchalamment, « Later ! », « à plus ». D’emblée, les bornes temporelles du séjour de l’hôte, six semaines, définissent une temporalité à laquelle il sera toujours fait référence dans la première séquence narrative.
Cette première partie est rythmée par les hypothèses que formule le narrateur sur l’origine de son trouble plutôt que par une narration linéaire stricte : façon de parler (Later !), judéité partagée, physique.
La figure d’Oliver échappe peu à peu au narrateur qui tente de se la réapproprier en s’immisçant dans la relation qui naît entre Oliver et Chiara. Le narrateur souffre qu’Oliver semble l’ignorer et qu'il paraisse si bien se passer de lui à l’extérieur, entre ses activités de recherche avec le professeur P. et ses loisirs à B.
La partie s’achève lorsqu’Elio se masturbe seul dans le lit d’Oliver. Une allusion à une histoire tirée de l’Heptaméron de Marguerite de Navarre formule la nécessité de parler directement à Olivier plutôt que de rester dans la fascination, le désir incontrôlable et le silence : « Is it better to speak or to die? »

### Deuxième partie: Le tertre de Monet
Fin juillet. L’allusion à l’Heptaméron permet d’engager la conversation avec Oliver : Elio est maintenant prêt à parler. Il accompagne Oliver au village chercher son manuscrit ; c’est aussi l’occasion de mentionner la mort du mari de Mary Shelley, dont le corps noyé est retrouvé sur le rivage de Viareggio en 1822 et auquel elle extrait le cœur (cor cordium) avant l’incinération.
Elio fait alors comprendre son trouble à Oliver — sans même prononcer le mot d’amour — sur une place à proximité d’un monument aux morts de la Première Guerre mondiale (bataille de Vittorio Veneto, au Piave en Vénétie).
Elio propose alors à Oliver de lui montrer un endroit où il aime s’isoler dans la nature et où Monet aimait peindre. C’est sur ce sentier de Monet que les deux protagonistes vont pour la première fois tenter de clarifier la situation. Oliver est réticent, mais finit par embrasser Elio ; Elio répond à ce baiser par un baiser, mais Oliver refuse d’aller plus loin, malgré les avances d’Elio qui a posé sa main sur son sexe.
Oliver prend ses distances dans les jours qui suivent ; son comportement laisse Elio dans la confusion alors qu’il espérait avoir clarifié leur relation. Elio se rapproche alors de Marzia avec qui il a plusieurs rapports sexuels dont il se réjouit.
La distance sera rompue par un mot d’Elio glissé sous la porte de la chambre d’Oliver. Oliver y répond en convenant d’un rendez-vous à minuit. Cette fois-ci, la parole cède le pas au désir : les deux protagonistes partagent leur premier rapport sexuel sans conversation (contrairement à l’échange au sentier de Monet). Mais là encore, Elio accuse l’écart entre le fantasme de satisfaction du désir et la déception, voire la honte, qui lui succède. Il pense pouvoir profiter de l’assouvissement du désir pour s’éloigner d’Oliver ; mais Oliver lui-même est maintenant prêt à vivre ses désirs pour Elio et ils finissent par faire régulièrement l’amour.
Elio continue de fréquenter Marzia et partage ses journées et ses plaisirs sexuels entre elle et Oliver. Il offre à Marzia un exemple du livre Se l’amore (Si l’amour) dont l’auteur est en dédicace à la librairie locale, tandis qu’il avait offert un exemplaire d’Armance, le premier roman de Stendhal, à Oliver, avec une dédicace qui, il l’espère, laissera une trace de cet été pour Oliver.
Les dix derniers jours à B. sont l’occasion de revenir, après ces semaines torrides, sur les malentendus du départ. C’est l’occasion, par le dialogue, d’obtenir le point de vue d’Oliver, alors que le lecteur ne connaissait que le point de vue d’Elio ; Oliver restitue une conversation sur l’auteur italien Giacomo Leopardi durant laquelle il a compris, à la manière qu’avait Elio de rougir, qu’il se passait quelque chose. La partie présente alors le résumé d’une routine heureuse, avant de s’achever sur le départ pour Rome. Les valises d’Oliver à nouveau emballée dans la chambre d’Elio, comme au début du roman : « The symmetry of it all, or was it the emptied, seemingly ransacked neatness of his room, tied a knot in my throat ». Cette première clôture du roman insiste sur l’expérience d'une temporalité concentrée, peut-être propre à la mise en récit de l’expérience du bonheur par le narrateur : les six semaines à B., les trois jours à Rome ; elle s’oppose à la dernière partie du roman qui est ouverte sur le futur et l’incertain.

### Troisième partie: Le syndrome de San Clemente
Cette partie retrace le séjour (bref) d’Elio et Oliver à Rome : le temps narré couvre trois jours tout au plus, mais cette partie représente presque un quart du roman. Elle correspond à l’acmé de la relation entre les deux protagonistes dont le bonheur partagé est officialisé au public (et c’est ainsi qu’Oliver s’en souviendra en quatrième partie). Elio mentionne aussi sa première expérience du trouble vis-à-vis d’un homme, lorsqu’il a croisé le regard d’un garçon dans une rue de Rome ; ce dernier s’était arrêté, mais Elio n’avait pas souhaité aller plus loin.
Cette troisième partie formule, par l’intermédiaire du récit enchâssé fait par le poète d’un séjour en Thaïlande et de la rencontre avec une personne aux traits androgynes, une métaphore du trouble amoureux, baptisée « San Clemente Syndrome ».
La confrontation au milieu littéraire romain permet de faire intervenir des personnages rencontrés à B., mais dans le contexte de la capitale romaine. Elio ne semble plus en quête de son identité, mais pleinement dans le partage de sa vie avec Oliver ; certains personnages viennent formuler des verdicts énigmatiques, notamment Lucia, qui insiste sur le fait qu'Elio est « dissoluto ».
La partie s’achève sur la fin de soirée : Elio et Oliver se retirent pour se promener seuls dans la nuit. Elio a trop bu, Oliver l’aide à vomir au pied de la statue du Pasquin (à proximité de la Piazza Navona, quartier du Parione) ; ils croisent un touriste allemand et écoutent un chanteur à la guitare qui entonne une chanson napolitaine. Elio reconnaît une chanson que lui chantait Mafalda dans son enfance. En quatrième partie, on apprendra par Oliver qu’Elio a ensuite pris la guitare pour se mettre à jouer lui-même Haendel.

### Quatrième partie: Coins fantômes
Cette dernière partie est la plus brève, mais elle couvre plus de vingt ans de la vie du protagoniste. Elle s’ouvre sur le retour d’Elio à B. après sa séparation avec Oliver à Rome. Elle clôt donc la séquence narrative fondamentale avant d’ouvrir sur la suite de la vie des protagonistes : le retour d’Oliver à B. le Noël suivant. C’est l’occasion aussi d’examiner les nouvelles candidatures de jeunes chercheurs et de replonger Elio dans celle d’Oliver l’année passée. Avec le mariage d’Oliver, les liens se dénouent. On comprend qu’Elio avait déjà été troublé par l’attitude de Maynard, le prédécesseur d'Oliver.
Neuf ans après, alors qu’Elio est aux États-Unis, ses parents lui apprennent qu'Oliver passe à la villa avec sa femme et ses deux enfants, âgés de 8 et 6 ans ; c’est l’occasion d’un échange téléphonique.
Quatre ans après, Elio passe dans la ville où Oliver enseigne à l’université. Il refuse de rencontrer sa famille et préfère partager un verre avec lui. Oliver montre qu’il a suivi toute la carrière académique d’Elio et lui montre la carte postale de Monet qu’il avait prise dans la chambre d’Elio à son départ ; il a ajouté à destination d’Elio sur la carte postale « Cor cordium », « cœur de mes cœurs, mon plus cher cœur ».
La dernière section du roman prend place l’été avant le temps de la narration. Les deux protagonistes retournent sur les lieux de leurs souvenirs communs. L’arrivée d’Oliver en taxi reproduit celle du début du roman. Elio entend montrer à Oliver qu’il a conservé comme fétiche la chemise ample que portait Oliver (« Billowy »).

## Thématiques importantes

### Un roman d’apprentissage autour d’une amitié particulière
Jamais définie en termes d’orientation sexuelle : les désirs sont décrits, en termes d’impressions, d’envie et de plaisirs, sans distinguer a priori des catégories comme l’homosexualité ou la bisexualité.
Il y a une continuité et un aller-retour constant entre ce que le narrateur éprouve pour Marzia et ce qu'il éprouve pour Oliver ; petit à petit, Elio reconstitue, en archéologue de son désir, ses troubles antérieurs liés à des hommes avant Oliver (comme un jeune Romain ou Maynard), mais aussi après Oliver (et il semble nuancer un temps l'importance qu'a eue Oliver pour lui, en comparaison avec des amants ultérieurs). Cette continuité est aussi une méthode expérimentale qui permet au narrateur de formuler des hypothèses sur la construction de son désir : il assume son attirance pour Marzia, mais cherche à comprendre pourquoi, malgré les similitudes (odeurs, désirs, caresses), son sentiment pour Oliver est si difficile à définir ; sa relation avec Oliver est aussi accompagnée de symptômes physiques (dégoût ponctuel, obsession, etc.) qu'il ne connaît pas avec Marzia.
L’obsession qu’a Elio de ne faire qu’un avec Oliver, aussi bien physiquement que mentalement, dans une communauté de pensée et d’identité, se retrouve dans la distribution des chambres : Oliver occupe la chambre d’adolescent d’Elio à laquelle Elio n’a accès que par le balcon étroit. Au cœur de son intimité vit Oliver. Elio a besoin de sentir et de caresser les vêtements d’Oliver dans sa chambre (comme à la fin de la première partie), une manière d’apprivoiser l’étrangeté qui le travaille au cœur de son être. Lorsque la relation amoureuse est ouverte, elle culmine avec l’échange de vêtements à Rome et le partage d’une chambre dans l’hôtel. Enfin, le retour d’Elio à la villa, au début de la quatrième partie, est marqué par la restitution de la chambre dans son état originel : cela recouvre la formulation que fait Elio de son propre cheminement intérieur, tout est comme avant matériellement (il retrouve sa vie, ses habitudes, les mêmes personnes et les mêmes lieux), mais rien n’est comme avant, maintenant qu’il a connu Oliver.
L’intimité fusionnelle s’exprime aussi par l’unité « physiologique » : au début de la relation, lorsqu’Oliver pose son pied sur celui d’Elio, la réaction immédiate est un saignement de nez. Quand la relation sera mieux définie, la communion physique pourra s'installer : Oliver mange la pêche dans laquelle Elio a joui ; ils partagent leur douche à l’hôtel (troisième partie) ; Oliver aide Elio à vomir.